# Timothy Feruka
Timothy Feruka est un boxeur zambien né le 3 mai 1954 et mort le 8 décembre 2003.

## Carrière
Aux Jeux olympiques d'été de 1972 à Munich, Timothy Feruka est éliminé au premier tour dans la catégorie des poids mi-mouches par l'Éthiopien Chanyalew Haile. Il est ensuite médaillé d'or dans la catégorie des poids mouches aux Jeux africains de Lagos en 1973. Il fait partie de la sélection africaine participant aux Jeux afro-latino-américains de 1973 à Guadalajara ; il remporte la médaille d'or dans la catégorie des poids mouches.